# La Motte (Costes del Nord)
La Motte (en bretó Ar Voudenn, gal·ló La Mott) és un municipi francès, situat a la regió de Bretanya, al departament de Costes del Nord. L'any 1999 tenia 1.773 habitants.

## Demografia
| 1962                                       | 1968 | 1975 | 1982 | 1990 | 1999 |
| ------------------------------------------ | ---- | ---- | ---- | ---- | ---- |
| 1441                                       | 1473 | 1536 | 1834 | 1838 | 1773 |
| Des de 1962: població sense dobles comptes |      |      |      |      |      |

## Administració
| Període | Identitat             | Partit |
| ------- | --------------------- | ------ |
| 2001-   | Jean-Pierre Guilleret |        |